# Larry Kudlow
Lawrence Alan Kudlow (* 20. srpna 1947, Englewood, New Jersey, USA) je americký ekonom a finanční analytik, bývalý ředitel Národní ekonomické rady Spojených států (National Economic Council) v letech 2018 až 2021. Do této role nastoupil po své předchozí kariéře moderátora televizního ekonomického zpravodajství.

## Kariéra
Kudlow začal svou kariéru jako juniorní finanční analytik u Federální rezervní banky v New Yorku. Brzy odešel ze státních služeb na Wall Street, jako finanční analytik v investičních bankách Paine Webber a Bear Stearns. V roce 1981, poté, co jako aktivista podporoval levicové politiky a cíle, nastoupil do vlády Ronalda Reagana jako náměstek ředitele pro ekonomiku a plánování v Úřadu pro řízení a rozpočet (Office of Management and Budget).
Z Reaganovy vlády v jejím druhém termínu opět odešel na Wall Street do banky Bear Stearns, kde byl v letech 1987 až 1994 hlavním ekonomem. Během této doby byl také poradcem guvernérské kampaně Christiny Todd Whitman pro ekonomické otázky. Koncem roku 1990, po mediální přestřelce o svém boji s kokainovou a alkoholovou závislostí, odešel Kudlow z Wall Street a stal se ekonomickým komentátorem v časopise National Review. Později odešel do televize CNBC jako moderátor několika pořadů.
Do vládních služeb se vrátil v roce 2018, kdy nahradil Garyho Cohna v Národní ekonomické radě.
V únoru 2021 se Kudlow připojil k Fox News Media jako moderátor jednoho z pořadů Fox Business Network.

## Galerie

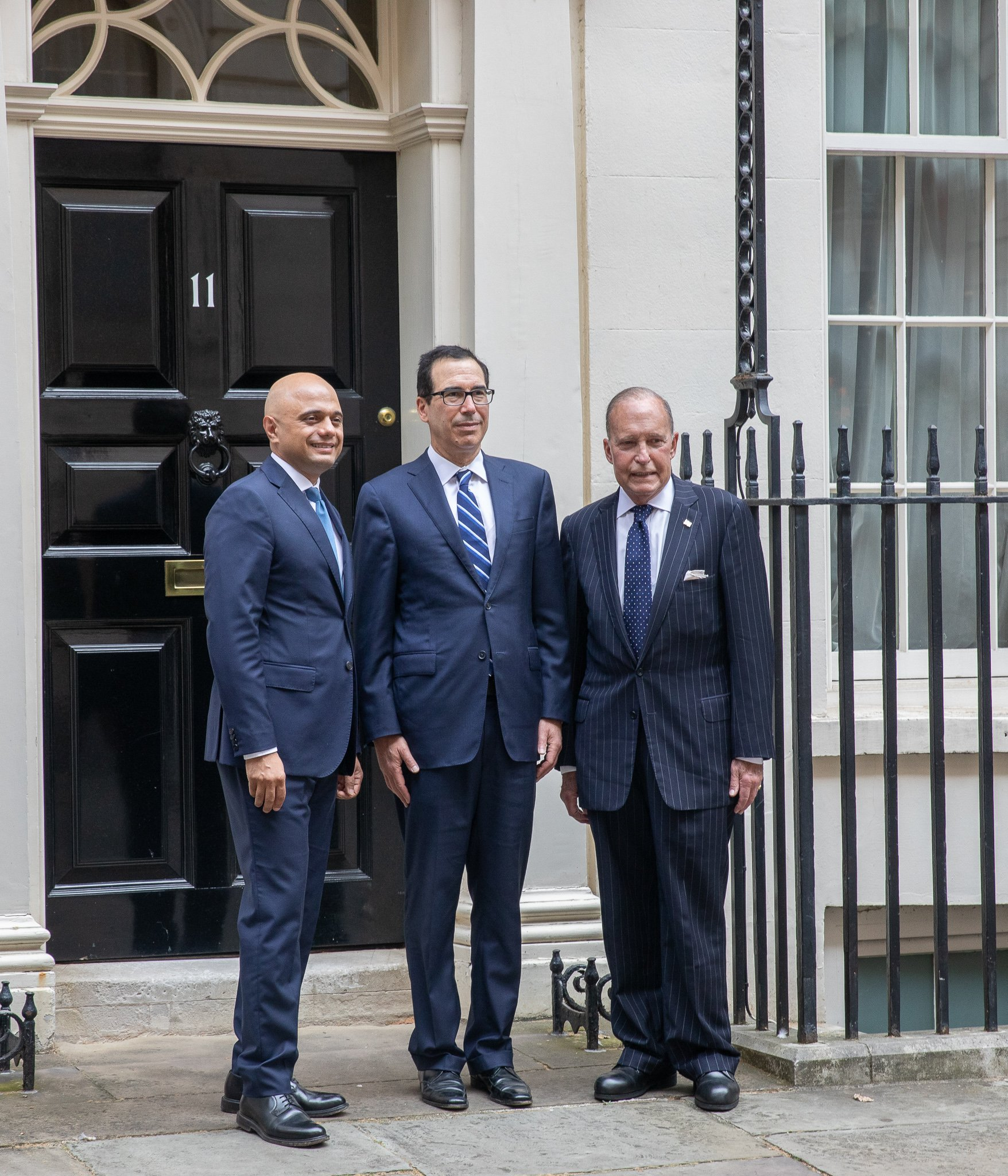
Larry Kudlow a tehdejší ministři financí Steven Mnuchin (USA) a Sajid Javid (Spojené království) u domu č. 11 Downing Street v Londýně, 2019